# Saison 2020-2021 des Jets de Winnipeg
Autres saisons
Saison précédente Saison suivante
La saison 2020-2021 des Jets de Winnipeg est la 22e saison de hockey sur glace jouée par la franchise dans la Ligue nationale de hockey et la 10e saison depuis son départ d'Atlanta. Cette saison est particulière, à cause de la pandémie de la Covid-19, débute en janvier et se dispute sur un calendrier condensé de 56 matchs.

## Avant-saison

### Contexte
Depuis la finale de conférence perdue en 2017-2018, les Jets ne parviennent plus à passer le premier tour des Séries éliminatoires. avec un contingent expérimenté, déplacer au sein d'une division canadienne avec des équipes évaluée plus faibles par beaucoup d'expert, les attentes sont élevées pour cette saison.

### Mouvements d’effectifs

#### Transactions
| Date            | Acquisition des Jets                                                 | Partenaire d'échange     | Acquisition du partenaire                                                      |
| --------------- | -------------------------------------------------------------------- | ------------------------ | ------------------------------------------------------------------------------ |
| 9 octobre 2020  | Paul Stastny                                                         | Golden Knights de Vegas  | Carl Dahlström et un choix conditionnel de quatrième tour au repêchage de 2022 |
| 23 janvier 2021 | Pierre-Luc Dubois et un choix de troisième tour au repêchage de 2022 | Blue Jackets de Columbus | Patrik Laine et Jack Roslovic                                                  |
| 12 avril 2021   | Jordan Benn                                                          | Canucks de Vancouver     | Choix de sixième tour au repêchage de 2021                                     |

#### Signatures d'agent libre
| Joueur           | Date            | Ancienne franchise       | Durée du contrat |
| ---------------- | --------------- | ------------------------ | ---------------- |
| Nate Thompson    | 10 octobre 2020 | Flyers de Philadelphie   | 1 an             |
| Dominic Toninato | 10 octobre 2020 | Panthers de la Floride   | 1 an             |
| Derek Forbort    | 11 octobre 2020 | Flames de Calgary        | 1 an             |
| Marko Daňo       | 5 novembre 2020 | Blue Jackets de Columbus | 1 an             |
| Cole Perfetti    | 9 novembre 2020 | Spirit de Saginaw        | 3 ans            |
| Trevor Lewis     | 13 janvier 2021 | Kings de Los Angeles     | 1 an             |
| Cole Kehler      | 9 avril 2021    | sans club                | 1 an             |
| Simon Lundmark   | 9 avril 2021    | Linköping HC             | 3 ans            |
| Jeffery Malott   | 31 mai 2021     | Moose du Manitoba        | 1 an             |

#### Départs d'agent libre
| Joueur            | Date             | Franchise suivante      |
| ----------------- | ---------------- | ----------------------- |
| Carl Dahlström    | 9 octobre 2020   | Golden Knights de Vegas |
| Seth Griffith     | 9 octobre 2020   | Oilers d'Edmonton       |
| Anthony Bitetto   | 9 octobre 2020   | Rangers de New York     |
| Logan Shaw        | 9 octobre 2020   | Sénateurs d'Ottawa      |
| Cameron Schilling | 10 octobre 2020  | Capitals de Washington  |
| Cody Eakin        | 10 octobre 2020  | Sabres de Buffalo       |
| Dmitri Koulikov   | 22 octobre 2020  | Devils du New Jersey    |
| Nick Shore        | 19 novembre 2020 | Dukla Trenčín           |

#### Prolongations de contrat
| Joueur           | Date             | Durée du contrat |
| ---------------- | ---------------- | ---------------- |
| Laurent Brossoit | 2 octobre 2020   | 1 an             |
| Dylan DeMelo     | 7 octobre 2020   | 4 ans            |
| Nathan Beaulieu  | 10 octobre 2020  | 2 ans            |
| Luca Sbisa       | 10 octobre 2020  | 1 an             |
| Mason Appleton   | 10 octobre 2020  | 2 ans            |
| C. J. Suess      | 11 octobre 2020  | 2 ans            |
| Nelson Nogier    | 14 octobre 2020  | 2 ans            |
| Jansen Harkins   | 28 octobre 2020  | 2 ans            |
| Sami Niku        | 30 octobre 2020  | 2 ans            |
| Mikhaïl Berdine  | 17 décembre 2020 | 2 ans            |
| Adam Lowry       | 16 avril 2021    | 5 ans            |
| Dominic Toninato | 6 juillet 2021   | 2 ans            |

#### Réclamé au ballotage
| Joueur         | Date            | Franchise suivante        |
| -------------- | --------------- | ------------------------- |
| Anton Forsberg | 15 janvier 2021 | Hurricanes de la Caroline |
| Eric Comrie    | 18 février 2021 | Devils du New Jersey      |

#### Départ au ballotage
| Joueur         | Date            | Franchise suivante     |
| -------------- | --------------- | ---------------------- |
| Eric Comrie    | 12 janvier 2021 | Devils du New Jersey   |
| Luca Sbisa     | 12 janvier 2021 | Predators de Nashville |
| Anton Forsberg | 17 mars 2021    | Sénateurs d'Ottawa     |

#### Retrait de la compétition
| Joueur       | Date             |
| ------------ | ---------------- |
| Mark Letestu | 27 décembre 2020 |

### Joueurs repêchés
Les Jets possèdent le 10e droit, lors du repêchage de 2020 se déroulant virtuellement. Ils sélectionnent au premier tour Cole Perfetti, ailier du Spirit de Saginaw de la  LHO. La liste des joueurs repêchés en 2020 par les est la suivante :
| Ronde | Choix | Nom               | Poste         | Nationalité | Équipe précédente              |
| ----- | ----- | ----------------- | ------------- | ----------- | ------------------------------ |
| 1     | 10    | Cole Perfetti     | Centre        | Canada      | Spirit de Saginaw (LHO)        |
| 2     | 40    | Daniel Torgersson | Ailier gauche | Suède       | Frölunda HC Jr. (SuperElit)    |
| 5     | 133   | Anton Johannesson | Défenseur     | Suède       | HV71 Jr. (SuperElit)           |
| 6     | 164   | Tyrel Bauer       | Défenseur     | Canada      | Thunderbirds de Seattle (LHOu) |

Les Jets ont également cédé trois de leurs choix d'origine : 
- le 71e, un choix de troisième tour acquis par les Sénateurs d'Ottawa le 18 février 2020 contre Dylan DeMelo[40].
- le 102e, un choix de quatrième tour acquis par les Canadiens de Montréal  le 30 juin 2018 en compagnie de Steve Mason, de Joel Armia et d'un choix de septième tour 2019 contre Simon Bourque[41].
- le 195e, un choix de septième tour acquis par les Wild du Minnesota le 25 février 2019 contre Matt Hendricks[42].

## Composition de l'équipe
L'équipe 2020-2021 des Jets est entraînée au départ par Paul Maurice, assisté de Jamie Kompon, Charles Huddy, Dave Lowry et Wade Flaherty. Le directeur général de la franchise est Kevin Cheveldayoff.
Les joueurs utilisés depuis le début de la saison sont inscrits dans le tableau ci-dessous. Les buts des séances de tir de fusillade ne sont pas comptés dans ces statistiques. Certains des joueurs ont également joué des matchs avec l'équipe associée aux : le Moose du Manitoba, franchise de la Ligue américaine de hockey.
En raison de la pandémie, la ligue met en place un encadrement élargis appelé Taxi-squad. Il s'agit de joueurs se tenant à disposition avec l'équipe prêt à remplacer un joueur qui serait tester positif à la COVID-19. Dix parmi eux n'ont disputé aucune rencontre avec les Jets, il s'agit de Mikhaïl Berdine, de Eric Comrie, de Marko Daňo, de Leon Gawanke, de Luke Green, de Joona Luoto, de Nelson Nogier, de Cole Perfetti, de Dylan Samberg et de C.J. Suess.
| No | Nationalité | Joueur            | PJ | V  | D  | DP | Min   | BC  | BL | Moy  | %Arr | A | Pun | Commentaire |
| -- | ----------- | ----------------- | -- | -- | -- | -- | ----- | --- | -- | ---- | ---- | - | --- | ----------- |
| 30 | Canada      | Laurent Brossoit  | 14 | 6  | 6  | 0  | 744   | 30  | 1  | 2,42 | 91,8 | 0 | 0   |             |
| 37 | États-Unis  | Connor Hellebuyck | 45 | 24 | 17 | 3  | 2 603 | 112 | 4  | 2,58 | 91,6 | 0 | 0   |             |

| No | Nationalité | Joueur          | PJ | B | A  | Pts | Pun | Commentaire                                        |
| -- | ----------- | --------------- | -- | - | -- | --- | --- | -------------------------------------------------- |
| 2  | Canada      | Dylan DeMelo    | 52 | 0 | 9  | 9   | 20  |                                                    |
| 3  | États-Unis  | Tucker Poolman  | 39 | 0 | 1  | 1   | 2   |                                                    |
| 4  | États-Unis  | Neal Pionk      | 54 | 3 | 29 | 32  | 20  |                                                    |
| 8  | Finlande    | Sami Niku       | 6  | 0 | 0  | 0   | 8   |                                                    |
| 14 | Finlande    | Ville Heinola   | 5  | 0 | 0  | 0   | 2   |                                                    |
| 24 | États-Unis  | Derek Forbort   | 56 | 2 | 10 | 12  | 35  |                                                    |
| 40 | Suède       | Jordan Benn     | 8  | 0 | 1  | 1   | 0   | A commencé la saison avec les Canucks de Vancouver |
| 44 | Canada      | Josh Morrissey  | 56 | 4 | 17 | 21  | 25  | assistant capitaine                                |
| 64 | Canada      | Logan Stanley   | 37 | 1 | 3  | 4   | 26  |                                                    |
| 88 | Canada      | Nathan Beaulieu | 25 | 0 | 1  | 1   | 20  |                                                    |

| No  | Nationalité | Joueur              | Poste | PJ | B  | A  | Pts | Pun | Commentaire                                                                |
| --- | ----------- | ------------------- | ----- | -- | -- | -- | --- | --- | -------------------------------------------------------------------------- |
| 9   | États-Unis  | Andrew Copp         | C     | 35 | 14 | 9  | 23  | 16  |                                                                            |
| 11  | États-Unis  | Nate Thompson       | C     | 56 | 15 | 26 | 41  | 26  |                                                                            |
| 12  | Canada      | Jansen Harkins      | C     | 56 | 5  | 15 | 20  | 12  |                                                                            |
| 13  | Canada      | Pierre-Luc Dubois   | AG    | 52 | 17 | 7  | 24  | 38  | A commencé la saison avec les Blue Jackets de Columbus                     |
| 17  | Canada      | Adam Lowry          | C     | 21 | 2  | 1  | 3   | 2   |                                                                            |
| 19  | Suède       | David Gustafsson    | C     | 10 | 4  | 1  | 5   | 2   |                                                                            |
| 21  | États-Unis  | Dominic Toninato    | C     | 53 | 5  | 19 | 24  | 24  |                                                                            |
| 22  | États-Unis  | Mason Appleton      | C     | 0  | 0  | 0  | 0   | 0   |                                                                            |
| 23  | États-Unis  | Trevor Lewis        | C     | 0  | 0  | 0  | 0   | 0   |                                                                            |
| 25  | États-Unis  | Paul Stastny        | C     | 41 | 7  | 7  | 14  | 10  |                                                                            |
| 26  | États-Unis  | Blake Wheeler       | AD    | 46 | 5  | 11 | 16  | 12  | capitaine                                                                  |
| 27  | Danemark    | Nikolaj Ehlers      | AG    | 0  | 0  | 0  | 0   | 0   |                                                                            |
| 29  | Finlande    | Patrik Laine        | AG    | 1  | 0  | 0  | 0   | 0   | assigné au taxi-squad · A fini la saison avec les Blue Jackets de Columbus |
| 55  | Canada      | Mark Scheifele      | C     | 2  | 0  | 1  | 1   | 0   | assistant capitaine                                                        |
| 81  | États-Unis  | Kyle Connor         | AG    | 47 | 7  | 6  | 13  | 6   |                                                                            |
| 85' | Canada      | Mathieu Perreault   | AG    | 8  | 0  | 0  | 0   | 0   |                                                                            |
| 93  | Finlande    | Kristian Vesalainen | AG    | 47 | 3  | 10 | 13  | 29  |                                                                            |

## Saison régulière

### Match après match
Cette section présente les résultats de la saison régulière qui s'est déroulée du 13 janvier au 12 mai. Le calendrier de cette dernière est annoncé par la ligue le 23 décembre 2020.
Nota : les résultats sont indiqués dans la boîte déroulante ci-dessous afin de ne pas surcharger l'affichage de la page. La colonne « Fiche » indique à chaque match le parcours de l'équipe au niveau des victoires, défaites et défaites en prolongation ou lors de la séance de tir de fusillade (dans l'ordre). La colonne « Pts » indique les points récoltés par l'équipe au cours de la saison. Une victoire rapporte deux points et une défaite en prolongation, un seul.
| No | Date        | Adversaire  | Lieu      | Score    | Buteur(s) des Canadiens | Fiche   | Pts | Gardien de but | Patinoire             | Résumé     |
| -- | ----------- | ----------- | --------- | -------- | --- | ------- | --- | -------------- | --------------------- | ---------- |
| 1  | 14 janvier  | Flames      | Winnipeg  | 3–4 (P)  | Laine (Connor – Forbort) Scheifele (Ehlers) Connor (Laine – Wheeler) Laine (Pionk – Connor)                                                                      | 1–0–0   | 2   | Hellebuyck     | Bell MTS Place        | [ fdm 1 ]  |
| 2  | 18 janvier  | Maple Leafs | Toronto   | 1–3      | Connor (Forbort – Pionk) | 1–1–0   | 2   | Hellebuyck     | Scotiabank Arena      | [ fdm 2 ]  |
| 3  | 19 janvier  | Sénateurs   | Ottawa    | 4–3 (P)  | Lowry (Pionk – Appleton) Connor (Wheeler – Scheifele) Wheeler (Morrissey – Scheifele) Ehlers (Copp – Morrisey)                                                   | 2–1–0   | 4   | Brossoit       | Centre Canadian Tire  | [ fdm 3 ]  |
| 4  | 21 janvier  | Sénateurs   | Ottawa    | 4–1      | Ehlers (Copp – Beaulieu) Scheifele (Connor – Ehlers) Lowry (Lewis – Forbort) Wheeler (Scheifele – Connor)                                                        | 3–1–0   | 6   | Hellebuyck     | Centre Canadian Tire  | [ fdm 4 ]  |
| 5  | 23 janvier  | Sénateurs   | Winnipeg  | 3–6      | Ehlers (Pionk – Lowry) Connor (Wheeler – Scheifele) Copp (Statsny – Ehlers) Statsny (Wheeler – Scheifele) Copp (Statsny – DeMelo) Scheifele (Connor – Wheeler)   | 4–1–0   | 8   | Hellebuyck     | Bell MTS Place        | [ fdm 5 ]  |
| 6  | 24 janvier  | Oilers      | Winnipeg  | 4–3      | Lowry (Perreault – Appleton) Ehlers (Statsny – Copp) Wheeler (Scheifele – Morrissey)                                                                             | 4–2–0   | 8   | Brossoit       | Bell MTS Place        | [ fdm 6 ]  |
| 7  | 26 janvier  | Oilers      | Winnipeg  | 4–6      | Copp (Lowry – Ehlers) Perreault (Lowry – Ehlers) Ehlers (Statsny – Copp) Statsny (Copp – Ehlers) Lowry (Forbort – Pionk) Copp (Scheifele – Appleton)             | 5–2–0   | 10  | Hellebuyck     | Bell MTS Place        | [ fdm 7 ]  |
| 8  | 30 janvier  | Canucks     | Winnipeg  | 4–1      | Appleton (Lowry) | 5–3–0   | 10  | Hellebuyck     | Bell MTS Place        | [ fdm 8 ]  |
| 9  | 1er février | Flames      | Winnipeg  | 4–3 (TF) | Connor (Scheifele – Wheeler) · Connor (Morrissey – Wheeler) · Scheifele (Pionk – Wheeler) · TF : Scheifele - Connor - Wheeler - Perreault                        | 5–3–1   | 11  | Hellebuyck     | Bell MTS Place        | [ fdm 9 ]  |
| 10 | 2 février   | Flames      | Winnipeg  | 2–3      | Lewis (Appleton) Forbort (Pionk – Copp) Ehlers (DeMelo – Scheifele)                                                                                              | 6–3–1   | 13  | Brossoit       | Bell MTS Place        | [ fdm 10 ] |
| 11 | 4 février   | Flames      | Winnipeg  | 1–4      | Appleton (Lowry – Perreault) Connor Scheifele (Pionk – Perreault) Appleton (Perreault)                                                                           | 7–3–1   | 15  | Hellebuyck     | Bell MTS Place        | [ fdm 11 ] |
| 12 | 9 février   | Flames      | Calgary   | 2–3      | Ehlers (Pionk – Copp) Ehlers (Scheifele – Copp) | 7–4–1   | 15  | Hellebuyck     | Scotiabank Saddledome | [ fdm 12 ] |
| 13 | 11 février  | Sénateurs   | Winnipeg  | 1–5      | Statsny (Appleton – Forbort) Ehlers (DeMelo – Connor) Wheeler (Statsny – Morrissey) Perreault (Scheifele – Lewis) Pionk (Scheifele – Ehlers)                     | 8–4–1   | 17  | Hellebuyck     | Bell MTS Place        | [ fdm 13 ] |
| 14 | 13 février  | Sénateurs   | Winnipeg  | 2–1      | Scheifele (Vesalainen – Morrissey) | 8–5–1   | 17  | Hellebuyck     | Bell MTS Place        | [ fdm 14 ] |
| 15 | 15 février  | Oilers      | Edmonton  | 6–5      | Scheifele (Wheeler – Pionk) Connor Appleton (Scheifele) Ehlers (Connor – Statsny) Perreault (Pionk – Lowry) Wheeler (Morrissey – Scheifele)                      | 9–5–1   | 19  | Hellebuyck     | Rogers Place          | [ fdm 15 ] |
| 16 | 17 février  | Oilers      | Edmonton  | 2–3      | Scheifele (Connor – Morrissey) Pionk (Ehlers – Morrissey) | 9–6–1   | 19  | Hellebuyck     | Rogers Place          | [ fdm 16 ] |
| 17 | 19 février  | Canucks     | Vancouver | 2–0      | Scheifele Appleton (Pionk) | 10–6–1  | 21  | Brossoit       | Rogers Arena          | [ fdm 17 ] |
| 18 | 21 février  | Canucks     | Vancouver | 4–3 (P)  | Dubois (Wheeler – Scheifele) Scheifele (Wheeler) Pionk (Dubois – Ehlers) Dubois (Scheifele – Wheeler)                                                            | 11–6–1  | 23  | Hellebuyck     | Rogers Arena          | [ fdm 18 ] |
| 19 | 25 février  | Canadiens   | Winnipeg  | 3–6      | Connor (Wheeler – Scheifele) Connor (Statsny – Ehlers) Wheeler (Pionk – Dubois) Thompson (Appleton – Lowry) Dubois (Perreault – Copp) Scheifele (Wheeler – Copp) | 12–6–1  | 25  | Hellebuyck     | Bell MTS Place        | [ fdm 19 ] |
| 20 | 27 février  | Canadiens   | Winnipeg  | 1–2 (P)  | Ehlers (Copp) Statsny (Ehlers – Connor) | 13–6–1  | 27  | Hellebuyck     | Bell MTS Place        | [ fdm 20 ] |
| 21 | 1er mars    | Canucks     | Winnipeg  | 4–0      | | 13–7–1  | 27  | Hellebuyck     | Bell MTS Place        | [ fdm 21 ] |
| 22 | 2 mars      | Canucks     | Winnipeg  | 2–5      | Appleton (Lowry – Connor) Perreault Connor (Wheeler – Scheifele) Statsny (Wheeler – Scheifele) Wheeler (Scheifele – Connor)                                      | 14–7–1  | 29  | Brossoit       | Bell MTS Place        | [ fdm 22 ] |
| 23 | 4 mars      | Canadiens   | Montréal  | 4–3 (P)  | Statsny (Wheeler – Pionk) Perreault Statsny (Scheifele) Dubois (Ehlers – Connor)                                                                                 | 15–7–1  | 31  | Hellebuyck     | Centre Bell           | [ fdm 23 ] |
| 24 | 6 mars      | Canadiens   | Montréal  | 1–7      | Perreault (Scheifele – Pionk) | 15–8–1  | 31  | Hellebuyck     | Centre Bell           | [ fdm 24 ] |
| 25 | 9 mars      | Maple Leafs | Toronto   | 4–3      | Copp (Pionk – Ehlers) Morrissey (Pionk – Scheifele) Connor (Ehlers – Lowry) Appleton (Copp – Pionk)                                                              | 16–8–1  | 33  | Hellebuyck     | Scotiabank Arena      | [ fdm 25 ] |
| 26 | 11 mars     | Maple Leafs | Toronto   | 3–4 (P)  | Ehlers (Dubois) Ehlers (Connor) Statsny (Ehlers – Pionk) | 16–8–2  | 34  | Hellebuyck     | Scotiabank Arena      | [ fdm 26 ] |
| 27 | 13 mars     | Maple Leafs | Toronto   | 5–2      | Appleton (Lowry – Copp) Statsny (Scheifele – Stanley) Lowry (Appleton – DeMelo) Ehlers (Pionk – Copp) Scheifele (Morrissey – Wheeler)                            | 17–8–2  | 36  | Brossoit       | Scotiabank Arena      | [ fdm 27 ] |
| 28 | 15 mars     | Canadiens   | Winnipeg  | 4–2      | Connor (Morrissey – Statsny) Connor (Morrissey – Scheifele) | 17–9–2  | 36  | Hellebuyck     | Bell MTS Place        | [ fdm 28 ] |
| 29 | 17 mars     | Canadiens   | Winnipeg  | 3–4 (P)  | Wheeler (Forbort – Statsny) Connor (Dubois – Ehlers) Connor (Dubois – Morrissey) Ehlers (Dubois)                                                                 | 18–9–2  | 38  | Hellebuyck     | Bell MTS Place        | [ fdm 29 ] |
| 30 | 18 mars     | Oilers      | Edmonton  | 1–2      | Perreault (Thompson – Lewis) | 18–10–2 | 38  | Brossoit       | Rogers Place          | [ fdm 30 ] |
| 31 | 20 mars     | Oilers      | Edmonton  | 2–4      | Copp (Ehlers – Dubois) Dubois (Morrissey – Connor) | 18–11–2 | 38  | Hellebuyck     | Rogers Place          | [ fdm 31 ] |
| 32 | 22 mars     | Canucks     | Vancouver | 4–0      | Wheeler Lowry (Appleton) Lowry (Copp – Morrissey) Statsny (Scheifele)                                                                                            | 19–11–2 | 40  | Hellebuyck     | Rogers Arena          | [ fdm 32 ] |
| 33 | 24 mars     | Canucks     | Vancouver | 5–1      | Copp (Pionk – Dubois) Copp (Perreault – Ehlers) Scheifele (Wheeler – Statsny) Copp Copp (Appleton – Lowry)                                                       | 20–11–2 | 42  | Hellebuyck     | Rogers Arena          | [ fdm 33 ] |
| 34 | 26 mars     | Flames      | Calgary   | 3–2      | Wheeler (Statsny – Connor) Connor (Poolman) Statsny (Wheeler – Scheifele)                                                                                        | 21–11–2 | 44  | Hellebuyck     | Scotiabank Saddledome | [ fdm 34 ] |
| 35 | 27 mars     | Flames      | Calgary   | 2–4      | Appleton (Copp) Stanley (Connor – Thompson) | 21–12–2 | 44  | Brossoit       | Scotiabank Saddledome | [ fdm 35 ] |
| 36 | 29 mars     | Flames      | Calgary   | 5–1      | Thompson (DeMelo – Lewis) Scheifele (Connor – Ehlers) Scheifele (Ehlers – Connor) Copp (Ehlers – Scheifele) Dubois (Wheeler – Statsny)                           | 22–12–2 | 46  | Hellebuyck     | Scotiabank Saddledome | [ fdm 36 ] |
| 37 | 31 mars     | Maple Leafs | Winnipeg  | 3–1      | Morrissey (Scheifele – Connor) | 22–13–2 | 46  | Hellebuyck     | Bell MTS Place        | [ fdm 37 ] |
| 38 | 2 avril     | Maple Leafs | Winnipeg  | 2–1 (TF) | Copp (Lowry – Appleton) · TF : Connor - Dubois - Scheifele | 22–13–3 | 47  | Hellebuyck     | Bell MTS Place        | [ fdm 38 ] |
| 39 | 5 avril     | Sénateurs   | Winnipeg  | 3–4      | Dubois (Wheeler – Stanley) Lowry (Copp) Dubois (Copp – Ehlers) Connor (Scheifele – Ehlers)                                                                       | 23–13–3 | 49  | Hellebuyck     | Bell MTS Place        | [ fdm 39 ] |
| 40 | 8 avril     | Canadiens   | Montréal  | 4–2      | Morrissey (Perreault – Appleton) Lewis (Pionk – Forbort) Ehlers (Connor – Stanley) Copp (Connor – Scheifele)                                                     | 24–13–3 | 51  | Hellebuyck     | Centre Bell           | [ fdm 40 ] |
| 41 | 10 avril    | Canadiens   | Montréal  | 5–0      | Statsny Ehlers (Pionk – Copp) Forbort (Morrissey – Scheifele) Copp (Perreault – Ehlers) Perreault                                                                | 25–13–3 | 53  | Hellebuyck     | Centre Bell           | [ fdm 41 ] |
| 42 | 12 avril    | Sénateurs   | Ottawa    | 2–4      | Connor (Morrissey – Scheifele) Ehlers (Forbort – Dubois) | 25–14–3 | 53  | Hellebuyck     | Centre Canadian Tire  | [ fdm 42 ] |
| 43 | 14 avril    | Sénateurs   | Ottawa    | 3–2      | Scheifele (Ehlers – Pionk) Perreault (Copp – Dubois) Lewis (Thompson)                                                                                            | 26–14–3 | 55  | Brossoit       | Centre Canadian Tire  | [ fdm 43 ] |
| 44 | 15 avril    | Maple Leafs | Toronto   | 5–2      | Ehlers (Pionk – Dubois) Connor (Scheifele – Pionk) Scheifele (Connor) Ehlers Connor (Statsny – Scheifele)                                                        | 27–14–3 | 57  | Hellebuyck     | Scotiabank Arena      | [ fdm 44 ] |
| 45 | 17 avril    | Oilers      | Winnipeg  | 3–0      | | 27–15–3 | 57  | Hellebuyck     | Bell MTS Place        | [ fdm 45 ] |
| 46 | 22 avril    | Maple Leafs | Winnipeg  | 5–3      | Scheifele (Copp – Appleton) Copp (Appleton) Connor (Wheeler – Scheifele)                                                                                         | 27–16–3 | 57  | Brossoit       | Bell MTS Place        | [ fdm 46 ] |
| 47 | 24 avril    | Maple Leafs | Winnipeg  | 4–1      | Ehlers (Statsny – Dubois) | 27–17–3 | 57  | Hellebuyck     | Bell MTS Place        | [ fdm 47 ] |
| 48 | 26 avril    | Oilers      | Winnipeg  | 6–1      | Scheifele (Statsny – Wheeler) | 27–18–3 | 57  | Hellebuyck     | Bell MTS Place        | [ fdm 48 ] |
| 49 | 28 avril    | Oilers      | Winnipeg  | 3–1      | Wheeler (Copp) | 27–19–3 | 57  | Hellebuyck     | Bell MTS Place        | [ fdm 49 ] |
| 50 | 30 avril    | Canadiens   | Montréal  | 3–5      | Statsny (DeMelo – Wheeler) Lewis (Harkins) Lewis | 27–20–3 | 57  | Hellebuyck     | Centre Bell           | [ fdm 50 ] |
| 51 | 3 mai       | Sénateurs   | Ottawa    | 1–2      | Morrissey (Pionk – Wheeler) | 27–21–3 | 57  | Brossoit       | Centre Canadian Tire  | [ fdm 51 ] |
| 52 | 5 mai       | Flames      | Calgary   | 4–0      | Lowry (Copp) Lowry (DeMelo – Copp) Wheeler (Pionk – Lowry) Wheeler (Scheifele – Statsny)                                                                         | 28–21–3 | 59  | Hellebuyck     | Scotiabank Saddledome | [ fdm 52 ] |
| 53 | 8 mai       | Sénateurs   | Winnipeg  | 4–2      | Appleton (Scheifele) Scheifele (Wheeler – Forbort) | 28–22–3 | 59  | Hellebuyck     | Bell MTS Place        | [ fdm 53 ] |
| 54 | 10 mai      | Canucks     | Winnipeg  | 3–1      | Connor (Perreault – Scheifele) | 28–23–3 | 59  | Brossoit       | Bell MTS Place        | [ fdm 54 ] |
| 55 | 11 mai      | Canucks     | Winnipeg  | 0–5      | Connor (Wheeler – DeMelo) Wheeler (Connor – Pionk) Scheifele (Wheeler – Benn) Wheeler (Connor – Scheifele) Appleton (Perreault – Forbort)                        | 29–23–3 | 61  | Hellebuyck     | Bell MTS Place        | [ fdm 55 ] |
| 56 | 14 mai      | Maple Leafs | Winnipeg  | 2–4      | Appleton (Toninato – Lowry) Connor (Scheifele – Wheeler) Connor (Wheeler – Scheifele) Harkins (Lewis – DeMelo)                                                   | 30–23–3 | 63  | Hellebuyck     | Bell MTS Place        | [ fdm 56 ] |

### Classement de l'équipe
L'équipe des Jets finit à la troisième place de la division Nord Scotia et se qualifient pour les Séries éliminatoires, Les Maples Leafs sont sacrés champion de la division. Au niveau de la Ligue nationale de hockey, cela les place à la dix-huitième place, les premiers étant l'Avalanche du Colorado avec huitante-deux points.
| Clt   | Équipe                 | PJ | V  | D  | DP | BP  | BC  | Pts |
| ----- | ---------------------- | -- | -- | -- | -- | --- | --- | --- |
| +001, | Maple Leafs de Toronto | 56 | 35 | 13 | 7  | 185 | 144 | 77  |
| +002, | Oilers d'Edmonton      | 56 | 35 | 19 | 2  | 183 | 154 | 72  |
| +003, | Jets de Winnipeg       | 56 | 30 | 23 | 3  | 170 | 154 | 63  |
| +004, | Canadiens de Montréal  | 56 | 24 | 21 | 11 | 159 | 168 | 59  |
| +005, | Flames de Calgary      | 56 | 26 | 27 | 3  | 156 | 161 | 55  |
| +006, | Sénateurs d'Ottawa     | 56 | 23 | 28 | 5  | 157 | 190 | 51  |
| +007, | Canucks de Vancouver   | 56 | 23 | 29 | 4  | 151 | 188 | 50  |

- En gras : vainqueur de division
- En italique : équipe qualifiée pour les séries

Avec cent-huitante-trois buts inscrits, les Jets possèdent la dix-septième attaque de la ligue, les meilleures étant l'Avalanche du Colorado avec cent-nonante-sept buts comptabilisés et les moins performants étant les Ducks d'Anaheim avec cent-vingt-six buts. Au niveau défensif, les Jets accordent cent-cinquante-quatre buts, soit une dixième place pour la ligue, les Golden Knights de Vegas est l'équipe qui a concédé le moins de buts (cent-vingt-quatre) alors qu'au contraire, les Flyers de Philadelphie en accordent deux-cent-un buts.

### Meneurs de la saison
Kyle Connor est le joueur des Jets qui a inscrit le plus de buts (vingt-six), le classant à la 9e position au niveau de la ligue. Ce classement est remporté par Auston Matthews des Maple Leafs de Toronto avec quarante et une réalisations.
Le joueur comptabilisant le plus d'aides chez les Jets est Mark Scheifele avec quarante-deux aides, ce qui le classe au 7e rang au niveau de la ligue. le meilleur étant Connor McDavid des Oilers d'Edmonton avec septante et une passes comptabilisées. 
Mark Scheifele, obtenant un total de soixante-trois points est le joueur des Jets le mieux placé au classement par point, terminant à la 9e place au niveau de la ligue. Connor McDavid en comptabilise cent-quatre pour remporter ce classement.
Au niveau des défenseurs, Neal Pionk est le défenseur le plus prolifique de la saison avec un total de trente-deux points, terminant à la 19e place au niveau de la ligue. Tyson Barrie des Oilers d'Edmonton est le défenseur comptabilisant le plus de points avec un total de quarante-huit.
Concernant les Gardien, Connor Hellebuyck accorde cent-douze buts en deux-mille-six-cent-deux minutes, pour un pourcentage d’arrêt de nonante et un, six. Il est le gardien ayant joué le plus de minutes et ayant accordé le plus de buts à travers la ligue. Jack Campbell est le gardien ayant accordé le moins de buts (quarante-trois) et Alexander Nedeljkovic est le gardien présentant le meilleur taux d’arrêts avec (nonante-trois, deux) et Carter Hart le pire (huitante-sept, sept).
A propos des recrues, Logan Stanley comptabilise quatre points, finissant à la 76e place au niveau de la ligue. Kirill Kaprizov du Wild du Minnesota est la recrue la plus prolifique avec un total de cinquante et un point.
Enfin, au niveau des pénalités, les Jets ont totalisé quatre-cent-quatre minutes de pénalité dont cinquante minutes pour Blake Wheeler. Le joueur le plus pénalisé de la ligue est Tom Wilson des Capitals de Washington avec nonante-six minutes et l'équipe la plus pénalisée est le Lightning de Tampa Bay.

## Séries éliminatoires

### Déroulement des séries

#### Premier tour contre les Oilers
Les Oilers d'Edmonton, deuxièmes de la division Nord, affrontent les Jets de Winnipeg qui ont terminé troisième. Les Oilers sont favoris de la série après avoir remporté sept des neuf confrontations entre les deux équipes lors de la saison régulière. Lors de ces rencontres, Connor McDavid, capitaine des Oilers et meilleur pointeur de la ligue, a marqué à chaque fois au moins deux points pour un total de 7 buts et 22 points. Leon Draisaitl, deuxième pointeur de la ligue derrière son coéquipier et vainqueur des trophées Art-Ross et Hart la saison précédente, a récolté 7 buts et 12 points. Ces confrontations ont également vu les gardiens des deux équipes connaître des statistiques opposées : Mike Smith, des Oilers, a enregistré 93,6 % d'arrêts alors que Connor Hellebuyck pour Winnipeg a terminé avec un mauvais bilan de 87,7 %, bien loin de sa moyenne de la saison de 91,6 %,.
| 7 juillet 2021 | Edmonton | 1-4 (0-0, 1-1, 0-3) | Winnipeg | Rogers Place |

| Feuille de match | Feuille de match                         | Feuille de match    | Feuille de match | Feuille de match                                                        |
| ---------------- | ---------------------------------------- | ------------------- | --- | ----------------------------------------------------------------------- |
|                  | Puljujärvi (Barrie, Nurse) — 28 min 24 s | 1-0 1-1 1-2 1-3 1-4 | Poolman (Wheeler, Thompson) — 31 min 1 s Toninato (Stanley, Thompson) — 49 min 14 s Connor (Scheifele, Pionk) — 58 min 13 s (CV) Wheeler (Connor, Scheifele) — 58 min 45 s (CV) | Arbitrage : Graham Skilliter, Kevin Pollock Steve Barton, Mark Shewchyk |
| Smith            | Gardiens                                 | Hellebuyck          | | Arbitrage : Graham Skilliter, Kevin Pollock Steve Barton, Mark Shewchyk |
| 0 min            | Pénalités                                | 2 min               | | Arbitrage : Graham Skilliter, Kevin Pollock Steve Barton, Mark Shewchyk |
| 33               | Tirs                                     | 22                  | | Arbitrage : Graham Skilliter, Kevin Pollock Steve Barton, Mark Shewchyk |

| 21 mai 2021 | Edmonton | 0-1 (pr) (0-0, 0-0, 0-0, 0-1) | Winnipeg | Rogers Place |

| Feuille de match | Feuille de match | Feuille de match | Feuille de match                     | Feuille de match                                                         |
| ---------------- | ---------------- | ---------------- | ------------------------------------ | ------------------------------------------------------------------------ |
|                  |                  | 0-1              | Stastny (Copp, Poolman) — 64 min 6 s | Arbitrage : Graham Skilliter, Marc Joannette Mark Shewchyk, Steve Barton |
| Smith            | Gardiens         | Hellebuyck       |                                      | Arbitrage : Graham Skilliter, Marc Joannette Mark Shewchyk, Steve Barton |
| 6 min            | Pénalités        | 8 min            |                                      | Arbitrage : Graham Skilliter, Marc Joannette Mark Shewchyk, Steve Barton |
| 38               | Tirs             | 36               |                                      | Arbitrage : Graham Skilliter, Marc Joannette Mark Shewchyk, Steve Barton |

| 23 mai 2021 | Winnipeg | 5-4 (pr) (0-2, 1-1, 3-1, 1-0) | Edmonton | Bell MTS Place |

| Feuille de match | Feuille de match | Feuille de match                    | Feuille de match | Feuille de match                                                     |
| ---------------- | --- | ----------------------------------- | --- | -------------------------------------------------------------------- |
|                  | Ehlers (Dubois) — 37 min 13 s (SN) Perreault (Copp, Dubois) — 51 min 41 s (SN) Wheeler (Morrissey, Scheifele) — 54 min 28 s Morrissey (Lowry) — 54 min 44 s Ehlers (Stastny) — 69 min 13 s | 0-1 0-2 1-2 1-3 1-4 2-4 3-4 4-4 5-4 | Draisaitl (Koekkoek, McDavid) — 6 min 33 s Draisaitl (Yamamoto, McDavid) — 9 min 10 s (SN) Kassian (Draisaitl, McDavid) — 38 min 17 s Khaira (Larsson, Shore) — 44 min 43 s | Arbitrage : Marc Joannette, Brad Meier Steve Barton, David Brisebois |
| Hellebuyck       | Gardiens | Smith                               | | Arbitrage : Marc Joannette, Brad Meier Steve Barton, David Brisebois |
| 6 min            | Pénalités | 6 min                               | | Arbitrage : Marc Joannette, Brad Meier Steve Barton, David Brisebois |
| 37               | Tirs | 48                                  | | Arbitrage : Marc Joannette, Brad Meier Steve Barton, David Brisebois |

| 7 juillet 2021 | Winnipeg | 4-3 (3 pr) (2-1, 0-2, 1-0, 0-0, 0-0, 1-0) | Edmonton | Bell MTS Place |

| Feuille de match | Feuille de match | Feuille de match            | Feuille de match | Feuille de match                                                    |
| ---------------- | --- | --------------------------- | --- | ------------------------------------------------------------------- |
|                  | Scheifele (Wheeler, Morrissey) — 6 min 16 s (SN) Appleton (Morrissey, Lowry) — 15 min 55 s Scheifele (Connor, Wheeler) — 46 min 1 s Connor (Pionk) — 106 min 52 s | 1-0 1-1 2-1 2-2 2-3 3-3 4-3 | McDavid (Draisaitl, Puljujärvi) — 7 min 33 s Nugent-Hopkins (Kassian, Larsson) — 23 min 44 s Chiasson (Draisaitl, Nugent-Hopkins) — 36 min 37 s (SN) | Arbitrage : Eric Furlatt, Brad Meier Scott Cherrey, David Brisebois |
| Hellebuyck       | Gardiens | Smith                       | | Arbitrage : Eric Furlatt, Brad Meier Scott Cherrey, David Brisebois |
| 8 min            | Pénalités | 10 min                      | | Arbitrage : Eric Furlatt, Brad Meier Scott Cherrey, David Brisebois |
| 43               | Tirs | 40                          | | Arbitrage : Eric Furlatt, Brad Meier Scott Cherrey, David Brisebois |

- Cet article est partiellement ou en totalité issu de l'article intitulé « Séries éliminatoires de la Coupe Stanley 2021 » (voir la liste des auteurs).

#### Second tour contre les Canadiens
Les troisième et quatrième équipes en saison régulière de la division Nord s'affrontent au deuxième tour après avoir chacune battu le favori de la précédente série : les Jets de Winnipeg en seulement quatre matchs et les Canadiens après avoir été menés trois matchs à un puis avoir remporté les trois matchs suivants. Les deux équipes se rencontrent pour la première fois en série de leur histoire commune. Lors de la saison régulière, les Jets ont dominé les Canadiens six victoires contre trois. Au tour précédent, elles ont compté sur leur défense : Winnipeg n'a accordé que 8 buts en quatre matchs alors que Montréal a limité les deux meilleurs pointeurs de Toronto à un but à eux deux. 
| 2 juin | Winnipeg | 3-5 (1-3, 0-0, 2-2) | Montréal | Bell MTS Place |

| Feuille de match | Feuille de match                                                                                        | Feuille de match                | Feuille de match | Feuille de match                                                  |
| ---------------- | --- | ------------------------------- | --- | ----------------------------------------------------------------- |
|                  | Lowry — 11 min 52 s (IN) Forbort (Dubois, Morrissey) — 49 min 22 s Connor (Ehlers, Pionk) — 58 min 18 s | 0-1 0-2 1-2 1-3 2-3 2-4 3-4 3-5 | Kotkaniemi (Petry, Gustafsson) — 3 min 30 s Staal (Perry, Edmundson) — 5 min 10 s Suzuki (Edmundson, Caufield) — 17 min 14 s Gallagher (Weber, Petry) — 51 min 4 s (SN) Evans (Toffoli, Staal) — 59 min 3 s (CV) | Arbitrage : Eric Furlatt, Brad Meier Steve Barton, Kiel Murchison |
| Hellebuyck       | Gardiens                                                                                                | Price                           | | Arbitrage : Eric Furlatt, Brad Meier Steve Barton, Kiel Murchison |
| 21 min           | Pénalités                                                                                               | 6 min                           | | Arbitrage : Eric Furlatt, Brad Meier Steve Barton, Kiel Murchison |
| 30               | Tirs | 33                              | | Arbitrage : Eric Furlatt, Brad Meier Steve Barton, Kiel Murchison |

| 4 juin | Winnipeg | 0-1 (0-0, 0-1, 0-0) | Montréal | Bell MTS Place |

| Feuille de match | Feuille de match | Feuille de match | Feuille de match                             | Feuille de match                                                    |
| ---------------- | ---------------- | ---------------- | -------------------------------------------- | ------------------------------------------------------------------- |
|                  |                  | 0-1              | Toffoli (Weber, Lehkonen) — 21 min 41 s (IN) | Arbitrage : Eric Furlatt, Kevin Pollock Steve Barton, Scott Cherrey |
| Hellebuyck       | Gardiens         | Price            |                                              | Arbitrage : Eric Furlatt, Kevin Pollock Steve Barton, Scott Cherrey |
| 2 min            | Pénalités        | 4 min            |                                              | Arbitrage : Eric Furlatt, Kevin Pollock Steve Barton, Scott Cherrey |
| 30               | Tirs             | 24               |                                              | Arbitrage : Eric Furlatt, Kevin Pollock Steve Barton, Scott Cherrey |

| 6 juin | Montréal | 5-1 (1-0, 2-1, 2-0) | Winnipeg | Centre Bell 2 500 spectateurs |

| Feuille de match | Feuille de match | Feuille de match        | Feuille de match                          | Feuille de match                                                    |
| ---------------- | --- | ----------------------- | ----------------------------------------- | ------------------------------------------------------------------- |
|                  | Perry (Staal, Armia) — 4 min 45 s Lehkonen (Danault, Gallagher) — 29 min 24 s Armia — 33 min 41 s (IN) Suzuki (Caufield, Toffoli) — 48 min 52 s (SN) Armia (Edmundson, Weber) — 56 min 42 s (IN + CV) | 1-0 2-0 3-0 3-1 4-1 5-1 | Lowry (Perreault, Appleton) — 37 min 51 s | Arbitrage : Kevin Pollock, Brad Meier Kiel Murchison, Scott Cherrey |
| Price            | Gardiens | Hellebuyck              |                                           | Arbitrage : Kevin Pollock, Brad Meier Kiel Murchison, Scott Cherrey |
| 4 min            | Pénalités | 10 min                  |                                           | Arbitrage : Kevin Pollock, Brad Meier Kiel Murchison, Scott Cherrey |
| 33               | Tirs | 27                      |                                           | Arbitrage : Kevin Pollock, Brad Meier Kiel Murchison, Scott Cherrey |

| 7 juin | Montréal | 3-2 (pr) (2-0, 0-2, 0-0, 1-0) | Winnipeg | Centre Bell 2 500 spectateurs |

| Feuille de match | Feuille de match | Feuille de match    | Feuille de match                                                              | Feuille de match                                                  |
| ---------------- | --- | ------------------- | ----------------------------------------------------------------------------- | ----------------------------------------------------------------- |
|                  | Gustafsson (Suzuki, Toffoli) — 8 min 1 s (SN) Lehkonen (Kulak, Gallagher) — 19 min 9 s Toffoli (Caufield, Suzuki) — 61 min 39 s | 1-0 2-0 2-1 2-2 3-2 | Stanley (Benn, Connor) — 21 min 40 s Stanley (Connor, Appleton) — 25 min 29 s | Arbitrage : Eric Furlatt, Brad Meier Steve Barton, Kiel Murchison |
| Price            | Gardiens | Hellebuyck          |                                                                               | Arbitrage : Eric Furlatt, Brad Meier Steve Barton, Kiel Murchison |
| 2 min            | Pénalités | 6 min               |                                                                               | Arbitrage : Eric Furlatt, Brad Meier Steve Barton, Kiel Murchison |
| 42               | Tirs | 16                  |                                                                               | Arbitrage : Eric Furlatt, Brad Meier Steve Barton, Kiel Murchison |

- Cet article est partiellement ou en totalité issu de l'article intitulé « Séries éliminatoires de la Coupe Stanley 2021 » (voir la liste des auteurs).

### Statistiques des joueurs
| No | Nationalité | Joueur            | PJ | V | D | Min | BC | BL | Moy  | %Arr | A | Pun |
| -- | ----------- | ----------------- | -- | - | - | --- | -- | -- | ---- | ---- | - | --- |
| 37 | États-Unis  | Connor Hellebuyck | 8  | 4 | 4 | 538 | 20 | 1  | 2,02 | 93,1 | 0 | 0   |

| No | Nationalité | Joueur         | PJ | B | A | Pts | Pun |
| -- | ----------- | -------------- | -- | - | - | --- | --- |
| 2  | Canada      | Dylan DeMelo   | 5  | 0 | 0 | 0   | 2   |
| 3  | États-Unis  | Tucker Poolman | 8  | 1 | 1 | 2   | 0   |
| 4  | États-Unis  | Neal Pionk     | 8  | 0 | 4 | 4   | 2   |
| 24 | États-Unis  | Derek Forbort  | 8  | 1 | 0 | 1   | 0   |
| 40 | Canada      | Jordan Benn    | 3  | 0 | 1 | 1   | 0   |
| 44 | Canada      | Josh Morrissey | 8  | 1 | 4 | 5   | 6   |
| 64 | Canada      | Logan Stanley  | 8  | 2 | 1 | 3   | 4   |

| No | Nationalité | Joueur              | Poste | PJ | B | A | Pts | Pun |
| -- | ----------- | ------------------- | ----- | -- | - | - | --- | --- |
| 9  | États-Unis  | Andrew Copp         | C     | 8  | 0 | 2 | 2   | 4   |
| 11 | États-Unis  | Nate Thompson       | C     | 8  | 0 | 2 | 2   | 2   |
| 12 | Canada      | Jansen Harkins      | C     | 1  | 0 | 0 | 0   | 0   |
| 13 | Canada      | Pierre-Luc Dubois   | AG    | 7  | 0 | 3 | 3   | 8   |
| 17 | Canada      | Adam Lowry          | C     | 8  | 2 | 2 | 4   | 0   |
| 21 | États-Unis  | Dominic Toninato    | C     | 3  | 1 | 0 | 1   | 2   |
| 22 | États-Unis  | Mason Appleton      | C     | 8  | 1 | 0 | 1   | 2   |
| 23 | États-Unis  | Trevor Lewis        | C     | 8  | 0 | 0 | 0   | 0   |
| 25 | États-Unis  | Paul Stastny        | C     | 6  | 1 | 1 | 2   | 8   |
| 26 | États-Unis  | Blake Wheeler       | AD    | 8  | 2 | 3 | 5   | 0   |
| 27 | Danemark    | Nikolaj Ehlers      | AG    | 6  | 2 | 1 | 3   | 2   |
| 55 | Canada      | Mark Scheifele      | C     | 5  | 2 | 3 | 5   | 17  |
| 81 | États-Unis  | Kyle Connor         | AG    | 8  | 3 | 4 | 7   | 0   |
| 85 | Canada      | Mathieu Perreault   | AG    | 8  | 1 | 1 | 2   | 4   |
| 93 | Finlande    | Kristian Vesalainen | AG    | 4  | 0 | 0 | 0   | 0   |